# Tito Dídio
Tito Dídio (m. 89 a.C.; em latim: Titus Didius) foi um político da gente Dídia da República Romana eleito cônsul em 98 a.C. com Quinto Cecílio Metelo Nepos. Ficou famoso por restaurar a Villa Publica e seu proconsulado na Hispânia Citerior. Era filho de um tribuno da plebe de mesmo e foi o primeiro de sua gente a alcançar o consulado

## Carreira

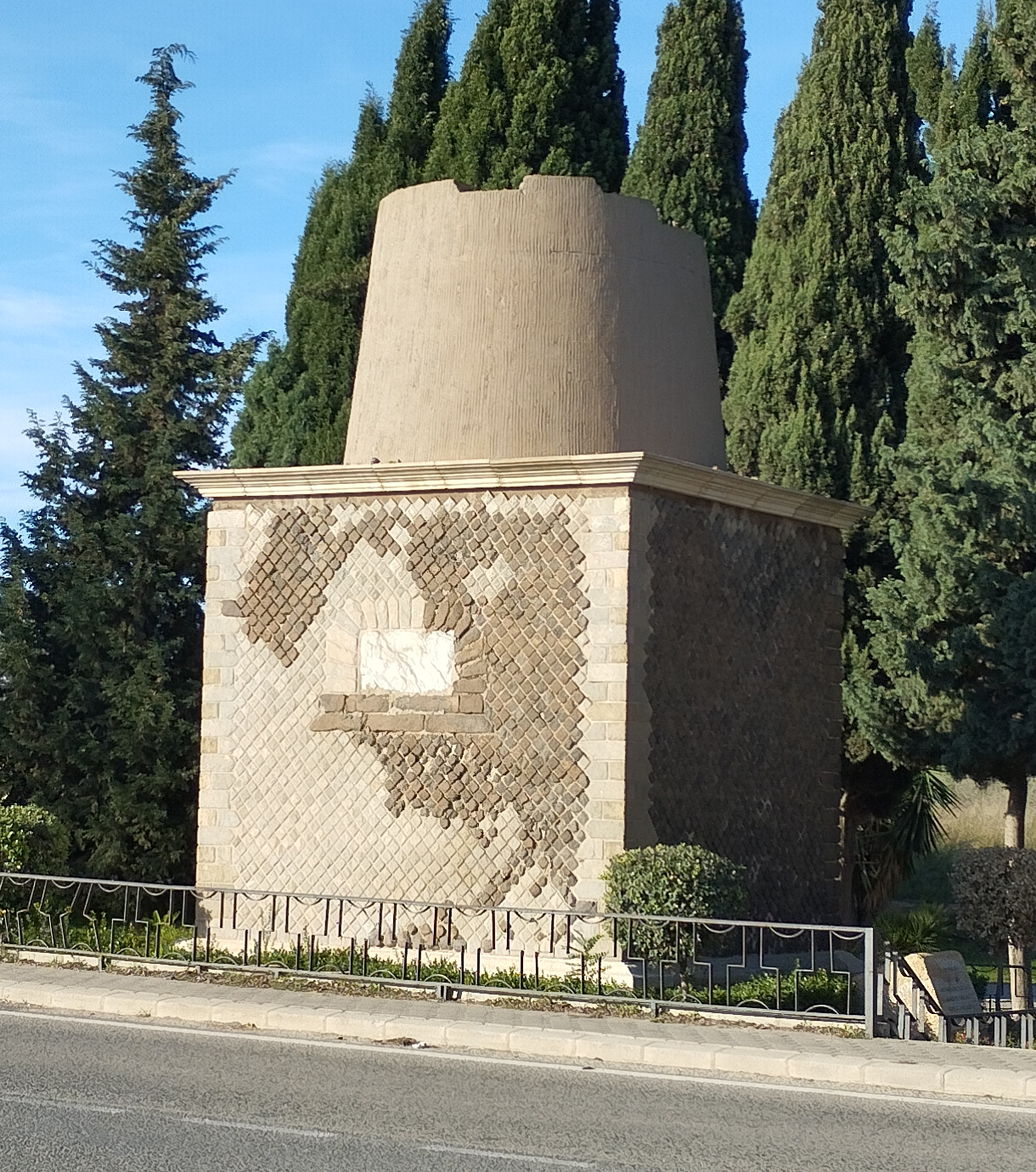
Torre Cega, em Cartagena, provavelmente o túmulo de um cidadão beneficiado por Dídio

Em 103 a.C., foi eleito tribuno da plebe e, durante seu mandato, tentou vetar o processo iniciado por Caio Norbano Balbo, que também era tribuno, contra Quinto Servílio Cepião por causa do desastre da Batalha de Aráusio. Em 101 a.C., foi eleito pretor. No ano seguinte, já como propretor, recebeu a Macedônia como província e ali derrotou os escordiscos, motivo pelo qual o Senado lhe concedeu um triunfo (100 a.C.).
Em 98 a.C., foi eleito cônsul com Quinto Cecílio Metelo Nepos, em cujo mandato foi ordenada a reconstrução da Villa Publica e foi aprovada a Lex Caecilia Didia.
Como procônsul, recebeu o governo da província da Hispânia Citerior (98–93 a.C.). Nestes cinco anos, Dídio concentrou sua atenção em derrotar os celtiberos; na posição, alcançou numerosas vitórias, nas quais morreram mais de 20 000 arévacos e foram capturadas as cidades de Tiermes — na província de Sória — e Colenda, que, depois de novo meses, se rendeu e todos os seus cidadãos foram reduzidos à escravidão.
Os senadores decretaram a concessão de um outro triunfo por ele ter "acabado com uma colônia de ladrões" que, na realidade, eram, no passado, aliados de Roma na guerra contra os lusitanos, assentados na região por Marco Mário em 102 a.C.. O historiador Apiano afirma que uma revolta na região foi motivada pela excessiva crueldade e perfídia de Dídio, que lidava com o descontentamento entre os pobres prometendo-lhes terras somente para atraí-los para uma armadilha. Quando as famílias se juntavam no interior de um castro para o registro obrigatório, Dídio geralmente ordenava a morte de todos. O procônsul seguinte, Caio Valério Flaco, lidou com uma revolta aberta dos celtiberos e conseguiu pacificar a região. Segundo Salústio, Sertório serviu como tribuno militar sob o comando de Dídio.
Quando Dídio retornou à capital, serviu como legado dos cônsules Lúcio Júlio César (90 a.C.), Lúcio Pórcio Catão (89 a.C.) e Sula (88 a.C.) durante a Guerra Social. Logo depois da conquista de Herculano, Dídio foi morto em batalha em 11 de junho de 89 a.C..
A "Torre Cega" de Cartagena é, provavelmente, o túmulo de um hispânico descendente de um indivíduo beneficiado por Dídio com a cidadania romana.